# Leandro Cesar de Sousa
Leandro Cesar de Sousa (født 6. juli 1979) er en tidligere brasiliansk fodboldspiller.